# Ökumenisches Kirchenzentrum im Olympischen Dorf

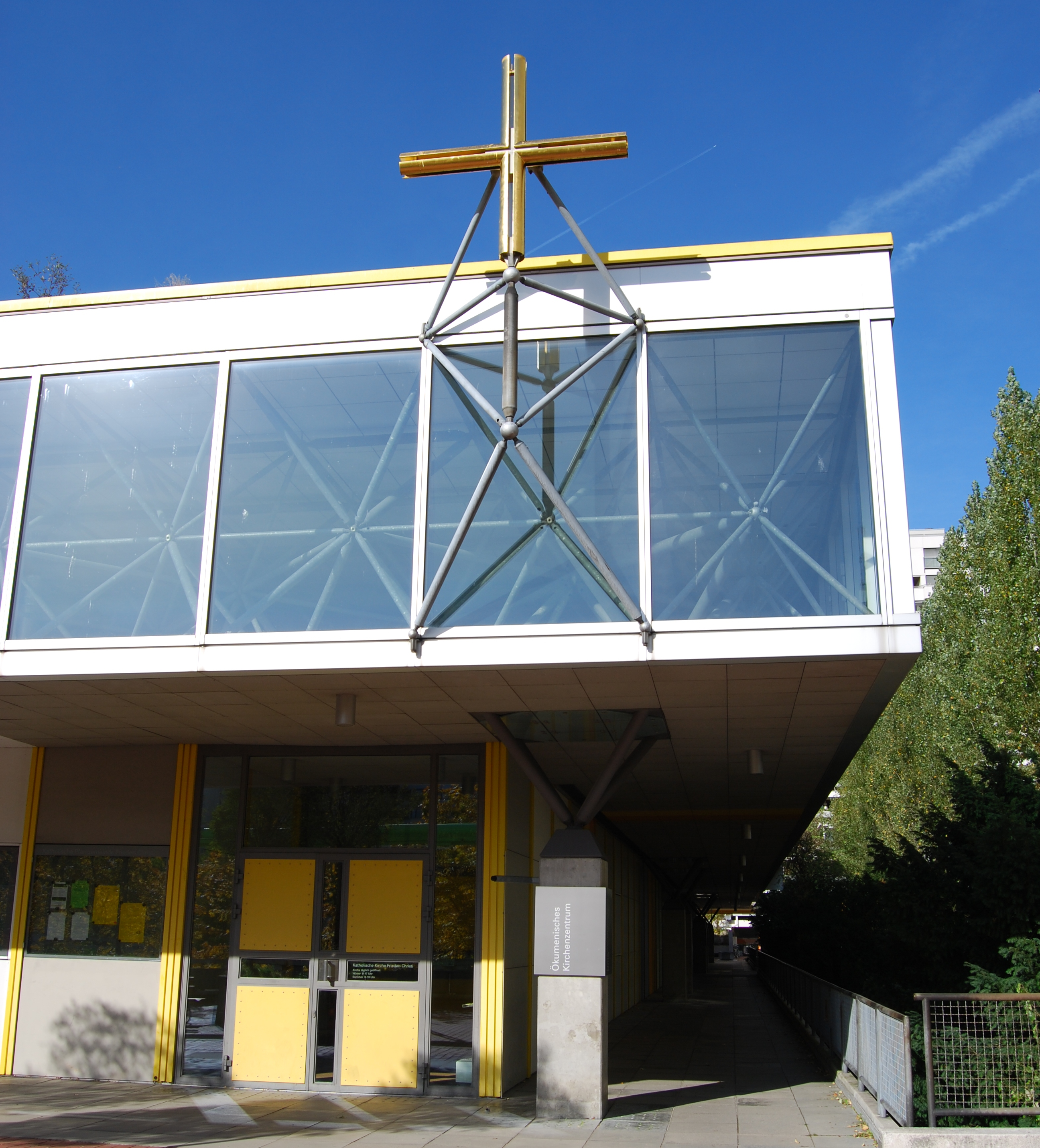
Ökumenisches Kirchenzentrum

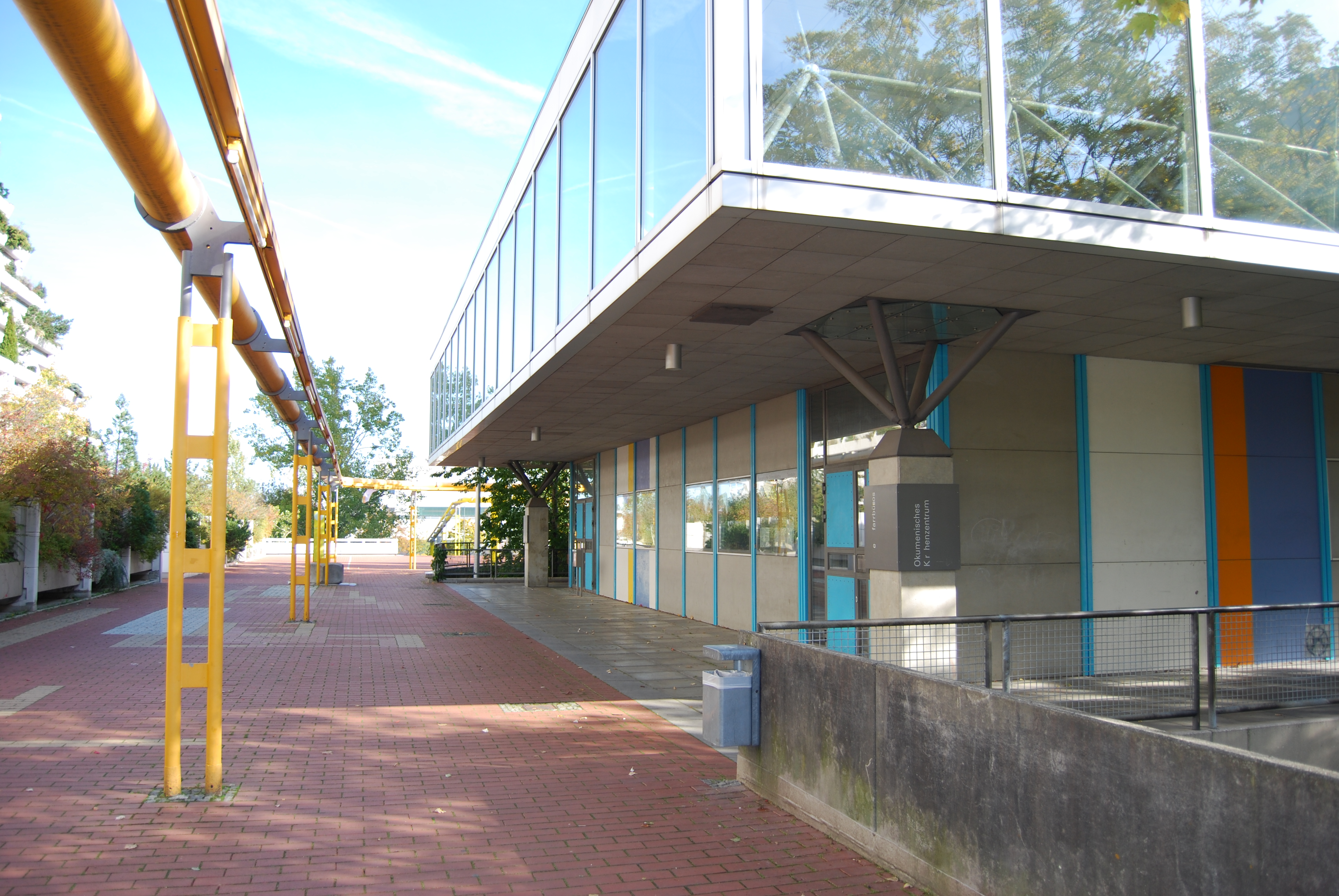

Das Ökumenische Kirchenzentrum im Olympischen Dorf ist ein gemeinsames Kirchenzentrum des römisch-katholischen Erzbistums München und Freising und der Evangelisch-Lutherischen Kirche in Bayern am Helene-Mayer-Ring 23, im Olympischen Dorf, Am Riesenfeld in München. Die katholische Gemeinde heißt Frieden Christi; evangelischerseits wird das Zentrum Olympiakirche genannt.

## Geschichte
Nachdem der Entwurf von Christ & Karg beim Architektenwettbewerb 1969 den ersten Preis gewonnen hatte, legten Erzbischof Julius Kardinal Döpfner und Landesbischof Hermann Dietzfelbinger am 16. September 1970 gemeinsam den Grundstein.
Während der Olympischen Spiele 1972 fanden internationale Gottesdienste in 14 Sprachen statt. Die ökumenischen, katholischen, evangelischen, ukrainisch-katholischen und ukrainisch-orthodoxen wurden in den Kirchräumen, die der jüdischen und islamischen Religionsgemeinschaften im jetzigen katholischen Kindergarten abgehalten.
Am 31. März 1974 weihten die Bischöfe Döpfner und Dietzfelbinger die beiden Kirchenräume des Zentrums als katholische bzw. evangelische Gemeindekirche. Es wurde das erste ökumenische Kirchenzentrum in Bayern.

## Architektur
Das Zentrum wurde von der Münchner Architektengemeinschaft Christ und Karg realisiert. Es birgt unter einem Dach den katholischen und den evangelischen Kirchenraum sowie das Begegnungszentrum mit Sälen und Gruppenräumen.
Als Primärkonstruktion dient ein Stahlbeton-Skelett mit Stützen, Balken und Platten. In der Fußgängerebene spannen sich über zwölf Stützen drei 27 × 27 Meter große Deckenfelder aus dem damals neuen Mero-Raumfachwerk. Die katholische Kirchengemeinde deutet den Konstruktionsentwurf symbolisch: So wie das Kirchenzentrum auf zwölf Säulen, stützt sich die Kirche insgesamt auf die zwölf Apostel.